# Bęben OPC
Bęben OPC (ang. Organic Photoconducting Cartridge) – światłoczuły bęben stosowany w kopiarkach i drukarkach laserowych, którego warstwa fotoczuła zawiera półprzewodnik organiczny. Wiązka światła padając na jego powierzchnię, w zależności od stosowanej techniki druku, powoduje naelektryzowanie lub rozładowanie uprzednio naelektryzowanej powierzchni, co jest niezbędne do przywarcia do niej tonera.
Bębny OPC wyparły bębny selenowe ze względu na ich trujące właściwości. 